# Perlefiskeren
Perlefiskeren (originaltitel The Uninvited Guest) er en amerikansk stumfilm fra 1924 instrueret af Ralph Ince.

## Medvirkende
- Maurice Bennett Flynn som Paul "Gin" Patterson
- Jean Tolley som Olive Granger
- Mary MacLaren som Irene Carlton
- William Bailey som Fred Morgan
- Louis Wolheim som Jan Boomer